# Ronnie Stern
Ronald "Ronnie" Stern, född 11 januari 1967, är en kanadensisk före detta professionell ishockeyforward som tillbringade tolv säsonger i den nordamerikanska ishockeyligan National Hockey League (NHL), där han spelade för Vancouver Canucks, Calgary Flames och San Jose Sharks. Han producerade 161 poäng (75 mål och 86 assists) samt drog på sig 2 077 utvisningsminuter på 638 grundspelsmatcher.
Han har tidigare spelat för Fredericton Express i American Hockey League (AHL); Flint Spirits och Milwaukee Admirals i International Hockey League (IHL) samt Chevaliers de Longueuil i Ligue de hockey junior majeur du Québec (LHJMQ).
Stern draftades av Vancouver Canucks i fjärde rundan i 1986 års draft som 70:e spelare totalt.
Han var en enforcer (slagskämpe) under sin NHL-karriär.

## Statistik
| Källa: Utv = Utvisningsminuter | Källa: Utv = Utvisningsminuter      | Källa: Utv = Utvisningsminuter |             | Grundserie  | Grundserie  | Grundserie  | Grundserie  | Grundserie  |             | Slutspel    | Slutspel    | Slutspel    | Slutspel    | Slutspel    |
| Säsong                         | Lag                                 | Liga                           | Matcher     | Mål         | Assist      | Poäng       | Utv         | Matcher     | Mål         | Assist      | Poäng       | Utv         |             |             |
| ------------------------------ | ----------------------------------- | ------------------------------ | ----------- | ----------- | ----------- | ----------- | ----------- | ----------- | ----------- | ----------- | ----------- | ----------- | ----------- | ----------- |
| 1983–1984                      | Pionniers de Laurentides-Lanaudière | LDHMAAAQ                       | 39          | 6           | 6           | 12          | 32          | 6           | 0           | 2           | 2           | 4           |             |             |
| 1984–1985                      | Chevaliers de Longueuil             | LHJMQ                          | 68          | 6           | 14          | 20          | 176         | —           | —           | —           | —           | —           |             |             |
| 1985–1986                      | Chevaliers de Longueuil             | LHJMQ                          | 70          | 39          | 33          | 72          | 319         | —           | —           | —           | —           | —           |             |             |
| 1986–1987                      | Chevaliers de Longueuil             | LHJMQ                          | 56          | 32          | 39          | 71          | 266         | 19          | 11          | 9           | 20          | 55          |             |             |
| 1987–1988                      | Vancouver Canucks                   | NHL                            | 15          | 0           | 0           | 0           | 52          | —           | —           | —           | —           | —           |             |             |
|                                | Fredericton Express                 | AHL                            | 2           | 1           | 0           | 1           | 4           | —           | —           | —           | —           | —           |             |             |
|                                | Flint Spirits                       | IHL                            | 55          | 14          | 19          | 33          | 294         | 16          | 8           | 8           | 16          | 94          |             |             |
| 1988–1989                      | Vancouver Canucks                   | NHL                            | 17          | 1           | 0           | 1           | 49          | 3           | 0           | 1           | 1           | 17          |             |             |
|                                | Milwaukee Admirals                  | IHL                            | 45          | 19          | 23          | 42          | 280         | 5           | 1           | 0           | 1           | 11          |             |             |
| 1989–1990                      | Vancouver Canucks                   | NHL                            | 34          | 2           | 3           | 5           | 208         | —           | —           | —           | —           | —           |             |             |
|                                | Milwaukee Admirals                  | IHL                            | 26          | 8           | 9           | 17          | 165         | —           | —           | —           | —           | —           |             |             |
| 1990–1991                      | Vancouver Canucks                   | NHL                            | 31          | 2           | 3           | 5           | 171         | —           | —           | —           | —           | —           |             |             |
|                                | Milwaukee Admirals                  | IHL                            | 7           | 2           | 2           | 4           | 81          | —           | —           | —           | —           | —           |             |             |
|                                | Calgary Flames                      | NHL                            | 13          | 1           | 3           | 4           | 69          | 7           | 1           | 3           | 4           | 14          |             |             |
| 1991–1992                      | Calgary Flames                      | NHL                            | 72          | 13          | 9           | 22          | 338         | —           | —           | —           | —           | —           |             |             |
| 1992–1993                      | Calgary Flames                      | NHL                            | 70          | 10          | 15          | 25          | 207         | 6           | 0           | 0           | 0           | 43          |             |             |
| 1993–1994                      | Calgary Flames                      | NHL                            | 71          | 9           | 20          | 29          | 243         | 7           | 2           | 0           | 2           | 12          |             |             |
| 1994–1995                      | Calgary Flames                      | NHL                            | 39          | 9           | 4           | 13          | 163         | 7           | 3           | 1           | 4           | 8           |             |             |
| 1995–1996                      | Calgary Flames                      | NHL                            | 52          | 10          | 5           | 15          | 111         | 4           | 0           | 2           | 2           | 8           |             |             |
| 1996–1997                      | Calgary Flames                      | NHL                            | 79          | 7           | 10          | 17          | 157         | —           | —           | —           | —           | —           |             |             |
| 1997–1998                      | Spelade ej.                         | Spelade ej.                    | Spelade ej. | Spelade ej. | Spelade ej. | Spelade ej. | Spelade ej. | Spelade ej. | Spelade ej. | Spelade ej. | Spelade ej. | Spelade ej. | Spelade ej. | Spelade ej. |
| 1998–1999                      | San Jose Sharks                     | NHL                            | 78          | 7           | 9           | 16          | 158         | 6           | 0           | 0           | 0           | 6           |             |             |
| 1999–2000                      | San Jose Sharks                     | NHL                            | 67          | 4           | 5           | 9           | 151         | 3           | 1           | 0           | 1           | 11          |             |             |
| NHL totalt                     | NHL totalt                          | NHL totalt                     | 638         | 75          | 86          | 161         | 2077        | 43          | 7           | 7           | 14          | 119         |             |             |
| IHL totalt                     | IHL totalt                          | IHL totalt                     | 133         | 43          | 53          | 96          | 820         | 21          | 9           | 8           | 17          | 105         |             |             |
| LHJMQ totalt                   | LHJMQ totalt                        | LHJMQ totalt                   | 194         | 77          | 86          | 163         | 761         | 19          | 11          | 9           | 20          | 55          |             |             |